# Camafeu de nozes

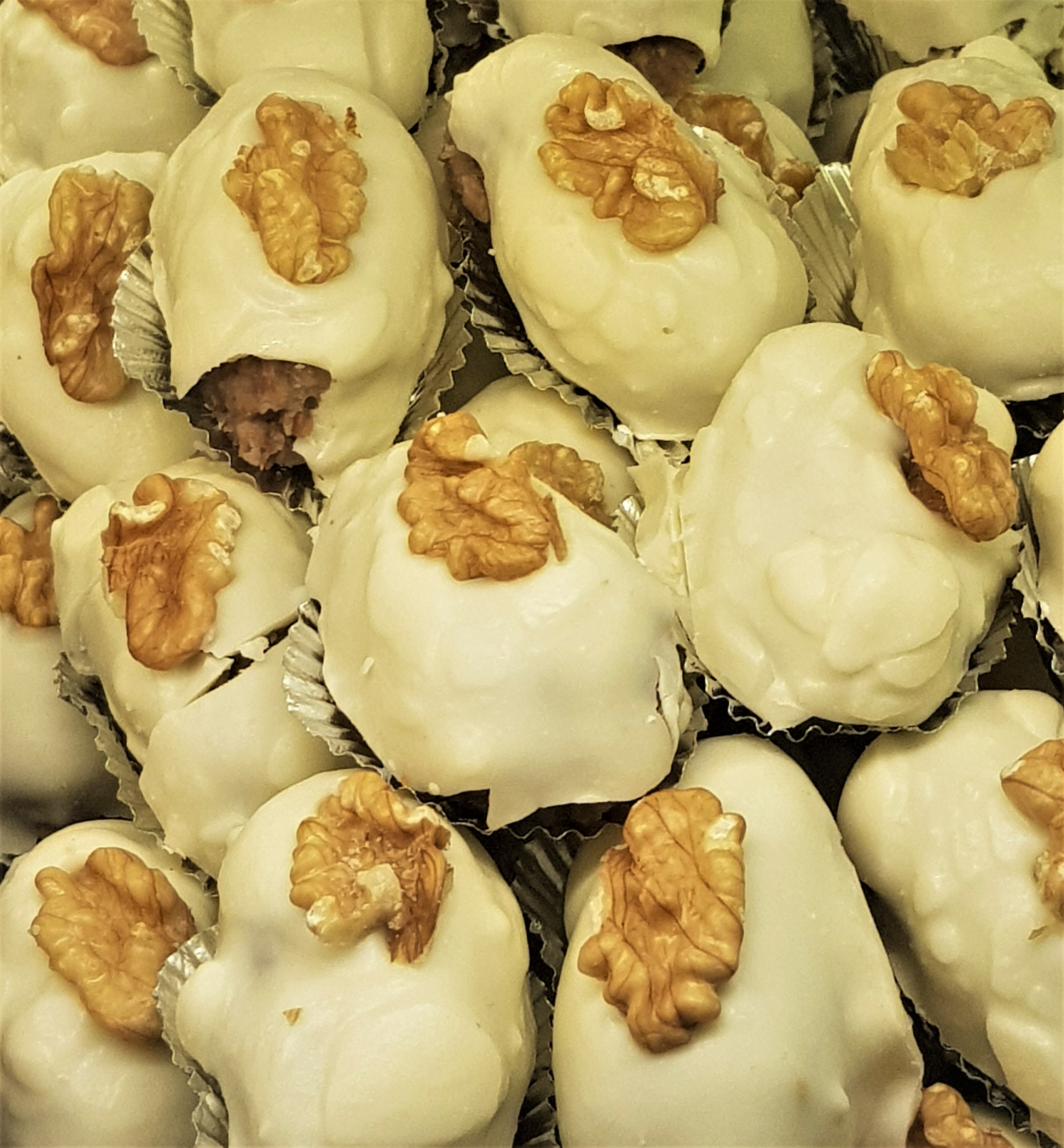
Camafeus de nozes expostos numa vitrine

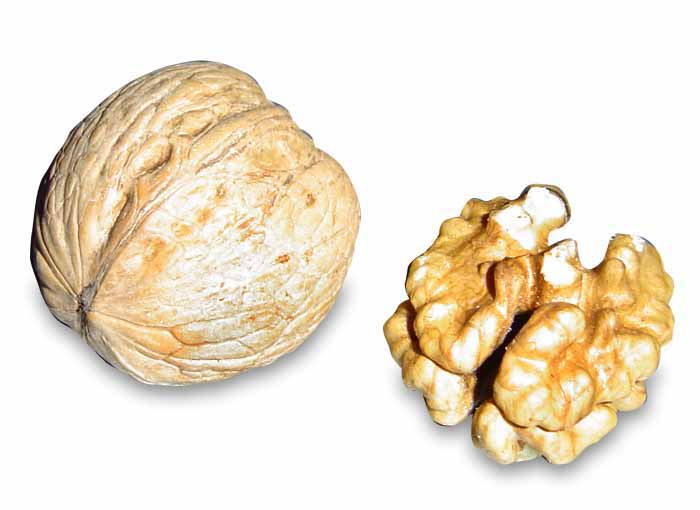
A noz, fruto da nogueira-comum (Juglans regia L), é o principal ingrediente do camafeu depois do açúcar

Camafeu de nozes ou, simplesmente, camafeu é um doce feito a base de nozes, leite condensado e manteiga recoberto de fondant. É um doce de textura macia com sabor predominantemente de nozes.
A Palavra Camafeu origina-se do Latim Cammaeus, que significa pedra entalhada ou esculpida. O Doce foi inspirado em uma jóia de pedra semi-preciosa em tom cinza, com duas camadas de cores diferentes, numa das quais apresenta uma figura em relevo, usada como pingente. O doce simboliza fielmente a jóia, o enfeite de nozes remetendo ao relevo esculpido na pedra e sua cor acinzentada a pedra utilizada.
É um doce tradicionalmente associado à festas, sobretudo de casamentos e batizados.